# خيسوس ماريا بيريدا
خيسوس ماريا بيريدا روز دي تيمينو (بالإسبانية: Jesús Pereda)‏، ولد في 23 يونيو 1938 بميدينا دي بومار في بورغوس في إسبانيا وتوفي في 27 سبتمبر 2011، لاعب كرة قدم إسباني سابق، توفي عام 2011 عن عمر يناهز الـ 73 عاما.
و قد بدأ خيسوس مسيرته الكروية مع نادي إندواتسكو في عام 1956 ولعب معهم حتى عام 1958، وفي عام 1958 انتقل إلى نادي ريال مدريد، ولعب معهم مباراتين وسجل هدف واحد، وفي موسم 1958/1959 انتقل إلى نادي بلد الوليد، وفي عام 1959 لعب مع نادي إشبيلية، وقد ظل معهم حتى عام 1961، وفي عام 1961 انتقل إلى نادي برشلونة الإسباني، ولعب معهم حتى عام 1969، وقد لعب معهم في 134 مباراة وسجل 41 هدف، وفي موسم 1969/1970 لعب مع نادي ساباديل، وقد شارك معهم في خمسة مباريات، وفي عام 1970 انتقل إلى نادي مايوركا، وبقي معهم حتى عام 1972 حيث اعتزل كرة القدم.
و قد لعب مع منتخب إسبانيا لكرة القدم في 15 مباراة بين عامي 1960 و1968 وقد سجل 6 أهداف.

## روابط خارجية
- خيسوس ماريا بيريدا على موقع الاتحاد الدولي (مؤرشف)  (الإنجليزية)
- خيسوس ماريا بيريدا على موقع قاعدة بيانات كرة القدم.إي يو (الإنجليزية)
- خيسوس ماريا بيريدا على موقع ناشيونال فوتبول تيمز (الإنجليزية)
- خيسوس ماريا بيريدا على موقع عالم كرة القدم.نت (الإنجليزية)